# テュデナム
テュデナム（欧字名:Tudenham、1970年2月21日 - 不明）は、アイルランドで生産された競走馬、種牡馬。
生涯の勝利レースが全18戦中、G1競走のミドルパークステークスのみという異色の経歴を持ち、種牡馬としても日本で優秀な産駒を輩出した。

## 経歴

### 競走馬時代
現役時代はイギリスで走っていたが、2歳時以降は顕著な成績を残せなかった早熟馬であった。1974年に現役を引退。

### 種牡馬時代
詳しい輸入時期などは不明ながら、アローエクスプレスなどの馬主でサンシャイン牧場を経営していた伊達秀和によって日本に持ち込まれ、1976年より日本で種付けを行った。初年度の産駒は8頭が勝ち上がり、その後も着々と種付け数を伸ばし、1985年には59頭に種付けを行った。しかし、1990年に急激に受胎率が低下、42頭に種付けを行ったものの5頭しか受胎せず、翌年には7頭に種付け数が激減。そのいずれも受胎することはなく、この年の9月に用途変更、種牡馬を引退となった。これ以降の消息は伝わっていない。
直仔は重賞こそ制したものの、GI級競走を勝利することはできなかった一方、1979年の産駒で1982年のセントライト記念などを制し種牡馬入りしたホスピタリテイは、その産駒に1989年の皐月賞馬ドクタースパートを出し、直系からGI勝ち馬を出すことが出来たほか、ブルードメアサイアーとしても1998年の天皇賞・秋を制したオフサイドトラップを出した。また、1980年産で、1984年の中山記念などを制したテュデナムキングも、産駒に1995年の京王杯オータムハンデキャップを制したドージマムテキがいる。現在、そのサイアーラインは途絶えてしまっているものの、ホスピタリテイの血を持つ牝系は続いており、2021年のジャパンダートダービーを制したキャッスルトップなどの血統表においてテュデナムの名前を見ることが出来る。

## 年度別競走成績
- 1972年
  - ミドルパークステークス 1着
  - ミルリーフステークス（英語版） 2着

## 主な産駒
太字は勝利したGI級競走、斜字は地方重賞。
- 1979年産
  - サルノキング（弥生賞、東京4歳ステークス）
  - ホスピタリテイ（セントライト記念、羽田盃、黒潮盃、京浜盃、青雲賞）
  - アブラーゲン（京王杯スプリングハンデキャップ2着）
- 1980年産
  - テュデナムキング（中山記念、ダービー卿チャレンジトロフィー、有馬記念2着、天皇賞・秋2着）
- 1981年産
  - マリキータ（新潟3歳ステークス）
- 1985年産
  - ニホンピロブレイブ（京阪杯、エプソムカップ）
- 1987年産
  - ホクトフローラ（東京3歳優駿牝馬）
- 1989年産
  - キョウエイボーガン（神戸新聞杯、中日スポーツ賞4歳ステークス）

### ブルードメアサイアーとしての主な産駒
- 1985年産
  - Pony Dancer／ポニーダンサー（イグナシオ＆イグナシオFコレアス大賞 など重賞5勝、アルゼンチン調教馬）
- 1988年産
  - ホンスキー（東北ダービー）
- 1995年産
  - メイショウヒダカ（北斗盃、北海道スプリントカップ2着）
- 2003年産
  - アタゴハヤブサ（ハイセイコー記念）

## 血統表
| テュデナムの血統            | テュデナムの血統                                                                                              | テュデナムの血統                                                                                              | （血統表の出典）                                                                                              | （血統表の出典） |
| 父系                        | オーエンテューダー系                                                                                          | オーエンテューダー系                                                                                          | オーエンテューダー系                                                                                          | [ § 2 ]          |
| 父 Tudor Melody 1956 黒鹿毛 | 父の父Tudor Minstrel 1944 黒鹿毛                                                                              | Owen Tudor | Hyperion | Hyperion         |
| 父 Tudor Melody 1956 黒鹿毛 | 父の父Tudor Minstrel 1944 黒鹿毛                                                                              | Owen Tudor | Mary Tudor |                  |
| 父 Tudor Melody 1956 黒鹿毛 | 父の父Tudor Minstrel 1944 黒鹿毛                                                                              | Sunsonnet | Sun Solvino                                                                                                   | Sun Solvino      |
| 父 Tudor Melody 1956 黒鹿毛 | 父の父Tudor Minstrel 1944 黒鹿毛                                                                              | Sunsonnet | Lady Juror |                  |
| 父 Tudor Melody 1956 黒鹿毛 | 父の母Matelda 1947 黒鹿毛                                                                                     | Dante | Nearco | Nearco           |
| 父 Tudor Melody 1956 黒鹿毛 | 父の母Matelda 1947 黒鹿毛                                                                                     | Dante | Rosy Legend                                                                                                   |                  |
| 父 Tudor Melody 1956 黒鹿毛 | 父の母Matelda 1947 黒鹿毛                                                                                     | Fairy Hot | Solario | Solario          |
| 父 Tudor Melody 1956 黒鹿毛 | 父の母Matelda 1947 黒鹿毛                                                                                     | Fairy Hot | Fair Cop |                  |
| 母 Heath Rose 1964 鹿毛     | 母の父Hugh Lapus 1952 鹿毛                                                                                    | Djebel | Tourbillon | Tourbillon       |
| 母 Heath Rose 1964 鹿毛     | 母の父Hugh Lapus 1952 鹿毛                                                                                    | Djebel | Loika |                  |
| 母 Heath Rose 1964 鹿毛     | 母の父Hugh Lapus 1952 鹿毛                                                                                    | Sakountala | Goya | Goya             |
| 母 Heath Rose 1964 鹿毛     | 母の父Hugh Lapus 1952 鹿毛                                                                                    | Sakountala | Samos |                  |
| 母 Heath Rose 1964 鹿毛     | 母の母Cherished 1955 鹿毛                                                                                     | Chanteur | Chateau Bouscaut                                                                                              | Chateau Bouscaut |
| 母 Heath Rose 1964 鹿毛     | 母の母Cherished 1955 鹿毛                                                                                     | Chanteur | La Diva |                  |
| 母 Heath Rose 1964 鹿毛     | 母の母Cherished 1955 鹿毛                                                                                     | Netherton Maid                                                                                                | Nearco | Nearco           |
| 母 Heath Rose 1964 鹿毛     | 母の母Cherished 1955 鹿毛                                                                                     | Netherton Maid                                                                                                | Phase |                  |
| 母系(F-No.)                 | -(FN:21-a) | -(FN:21-a) | -(FN:21-a) | [ § 3 ]          |
| 5代内の近親交配             | Pharos / Fairway：5×5×5×5（12.50%） Nearco：4×4（12.50%） Tourbillon：4×5（9.38%） Gainsborough：5×5（6.25%） | Pharos / Fairway：5×5×5×5（12.50%） Nearco：4×4（12.50%） Tourbillon：4×5（9.38%） Gainsborough：5×5（6.25%） | Pharos / Fairway：5×5×5×5（12.50%） Nearco：4×4（12.50%） Tourbillon：4×5（9.38%） Gainsborough：5×5（6.25%） | [ § 4 ]          |
| 出典                        | 1. 2. 3. 4.                                                                                                   | 1. 2. 3. 4.                                                                                                   | 1. 2. 3. 4.                                                                                                   | 1. 2. 3. 4.      |

- 父Tudor Melodyの他の産駒には、1970年のカブトヤマ記念、1971年の東京新聞杯などを制したトレンタム、1987年の安田記念を制したフレッシュボイスの父として知られるフィリップオブスペインなどがいる。